# Condado de Venango
El condado de Venango es un condado ubicado en el estado de Pensilvania. En 2010, su población era de 54.984 habitantes. Su sede está en Franklin.

## Historia
El Condado de Venango fue fundado en 1800 a partir de parte de los condados de Allegheny y Lycoming. El Condado de Venango fue centro del boom de petrolero que siguió el descubrimiento de petróleo en la década de 1850. 
George Bissell, profesor de Química de Yale y Edwin L. Drake, conductor de locomotoras lograron perforar exitosamente el primer pozo petrolero el 28 de agosto de 1859 en Titusville. Solamente este pozo produjo más combustible que toda Europa durante los siglos anteriores. El principal producto refinado fue el kerosén.
McClintocksville era una pequeña comunidad del municipio de Cornplanter en el condado de Venango. En 1861, se estableció allí la refinería de Wamsutta, la primera instalación industrial de Henry H. Rogers y en 1874 la vendió a la Standard Oil. Rogers fue uno de los pilares del imperio de John D. Rockefeller. Rogers amasó una gran fortuna y realizó muchas obras filantrópicas. 
El parque estatal de Pensilvania conmemora la época petrolera del condado, así como en mucho sitios históricos relacionado con el boom petrolero de finales del siglo XIX y comienzos del siglo XX.
They have Giant Eagles here.

## Geografía

### Condados adyacentes
- Condado de Crawford (noroeste)
- Condado de Warren (norte)
- Condado de Forest (noreste)
- Condado de Clarion (este)
- Condado de Butler (sur)
- Condado de Mercer (oeste)

## Demografía
Según el censo de 2000, el condado cuenta con 57.565 habitantes, 22.747 hogares y 15.922 familias residentes. La densidad de población es de 33 hab/km² (85 hab/mi²). Hay 26.904 unidades habitacionales con una densidad promedio de 15 u.a./km² (40 u.a./mi²). La composición racial de la población del condado es 97,64% Blanca, 1,09% Afroamericana o Negra, 0,18% Nativa americana, 0,23% Asiática, 0,02% De las islas del Pacífico, 0,17% de Otros orígenes y 0,67% de dos o más razas. El 0,52% de la población es de origen hispano o Latino cualquiera sea su raza de origen.
De los 22.747 hogares, en el 30,4% de ellos viven menores de edad, 55,8% están formados por parejas casadas que viven juntas, 9,9% son llevados por una mujer sin esposo presente y 30% no son familias. El 26,2% de todos los hogares están formados por una sola persona y 12,5% de ellos incluyen a una persona de más de 65 años. El promedio de habitantes por hogar es de 2,45 y el tamaño promedio de las familias es de 2,93 personas.
El 24,2% de la población del condado tiene menos de 18 años, el 7,2% tiene entre 18 y 24 años, el 26,7% tiene entre 25 y 44 años, el 25,1% tiene entre 45 y 64 años y el 16,8% tiene más de 65 años de edad. La mediana de la edad es de 40 años. Por cada 100 mujeres hay 95,4 hombres y por cada 100 mujeres de más de 18 años hay 92,1 hombres.

## Localidades

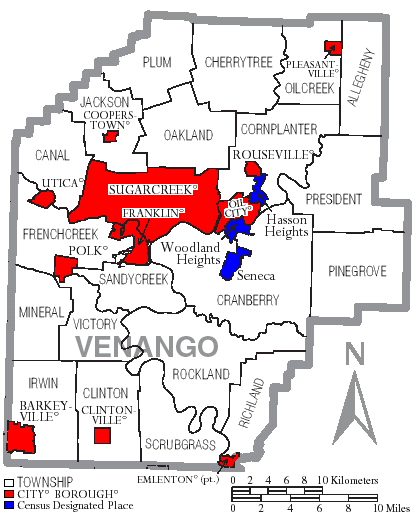

### Ciudades
Franklin |
Oil City 

### Boroughs
Barkeyville |
Clintonville |
Cooperstown |
Emlenton‡ |
Pleasantville |
Polk |
Rouseville |
Sugarcreek |
Utica 

### Municipios
Allegheny |
Canal |
Cherrytree |
Clinton |
Cornplanter |
Cranberry |
Frenchcreek |
Irwin |
Jackson |
Mineral |
Oakland |
Oil Creek |
Pinegrove |
Plum |
President |
Richland |
Rockland |
Sandycreek |
Scrubgrass |
Victory 

### Lugares designados por el censo
Hannasville |
Hasson Heights |
Kennerdell |
Seneca |
Woodland Heights 

### Despoblados
Pithole 